# Кимасозеро (озеро)
Кимасозеро — российское озеро в Муезерском районе Республики Карелия.
Площадь поверхности — 33,8 км², площадь водосборного бассейна — 2470 км². Высота над уровнем моря — 140 м.

## Общие сведения
Озеро вытянуто с северо-запада на юго-восток. Берега низкие, покрыты хвойным лесом и кустарником. На озере 21 остров. Общая площадь островов 3,0 км².
Через озеро протекает река Каменная. Высшая водная растительность представлена тростником и осокой, ширина зарослей в заливах достигает 200 м. Грунты илистые, встречается озёрная руда.
В озере обитают сиг, щука, окунь, плотва.
Озеро замерзает в конце ноября, вскрывается ото льда в начале мая.

## Бассейн
В озеро впадают реки:
- Луппусйоки
- Пертийоки
- Принкаяйоки
- Тервайоки

Также к бассейну Кимасозера принадлежит озеро Мунанкилампи.
Код объекта в государственном водном реестре — 02020000911102000005544.